# Kollegiális lektorálás
A kollegiális lektorálás (egyes tudományterületeken: szakmai bírálat; angolul peer review) a kéziratok publikálása és a kutatási pénzek odaítélése során használt eljárás. Ehhez a módszerhez az angol nyelvterületen aktív kiadók és a pályázható támogatások odaítélői folyamodnak a benyújtott kéziratok megszűrése és a győztesek kiválasztása céljából. A folyamat abban is segít, hogy a szerzők jobban alkalmazkodjanak az adott szakmában elfogadott publikációs és tartalmi elvárásokhoz. Az ilyen előzetes értékelésen nem minősített vagy megrostált dolgozatok elfogadását vagy anyagi támogatását számos szakterület kutatói és tudósai gyanakvással fogadják.
Magyarországon a szerzők anyagát a szerkesztők és kontrollszerkesztők lektorálják, általában fölérendelt kapcsolatban. A pályázatok esetében bírálóbizottságokat hoznak létre, amelyek tagjait a kiíró bízza meg. Egyenrangúak, kollégák felkérése szakmai bírálatra inkább egy munkahelyen belül (házi bírálat) vagy egy szakmán belül szokott előfordulni, de főleg nagyobb tudományos munkák értékelésére: őket nem ritkán opponensnek hívják.

## A lektorálás okai
A kollegiális lektorálás legfőbb oka, hogy egy ember vagy egy szorosan együtt dolgozó szerzői csoport ritkán képes felfedni minden hibát vagy gyengeséget saját bonyolult munkaeredményében. Nem feltétlenül azért, mert a mű fogyatékosságainak felfedése olyan, mint egy tű keresése a szalmakazalban, hanem mert egy új, kreatív és talán eklektikus szellemi termékben javításra, jobbításra csak bizonyos szakértelemmel és/vagy tapasztalattal rendelkezők számára adódik lehetőség, valamint a "friss agyak" sokszor könnyebben észrevehetik az apró hibákat, mint azok, akik az adott munkát készítették. Ezért a munka/dolgozat másoknak való megmutatása növeli annak esélyét, hogy fény derül annak hibáira, és a tanács és bátorítás segítségével ezek javítására sor kerül. A lektorok névtelensége és függetlensége azt a célt szolgálja, hogy hagyja érvényesülni a kritikai észrevételeket, és ne engedje, hogy a támogatási és kiadási döntésekben tisztességtelenül (a szakmai és erkölcsi normákat megszegve) lehessen valakit előnyben részesíteni.

## Menete
A szerző kollegiális bírálatra bocsátott munkáját vagy annak gondolatait egy vagy több szakértő, az adott terület vagy téma hozzáértő művelője vizsgálja meg alaposan. A bírák az értékelésüket elküldik a szerkesztőnek vagy más közvetítőnek (idővel a szerző is megismerheti ezeket a véleményeket), és a vélemény általában jobbítási szándékú javaslatokat tartalmaz. Ebbe beletartozik, hogy mit kellene tenni a kézirattal vagy a tervezettel, nem ritkán a kiadó vagy a finanszírozó által előre megszerkesztett menü alapján. Ilyen és hasonló javaslatok szoktak előfordulni:
- a kézirat vagy terv feltétel nélküli elfogadása;
- elfogadásra javasolva, ha a szerzők bizonyos javításokat elvégeznek;
- visszautasítva, de átdolgozásra és azután ismételt beterjesztésre javasolva;
- végleges elutasítás.

Ebben a folyamatban a bírálók szerepe tanácsadó jellegű, és a szerkesztőt semmi sem kötelezi arra, hogy a bírálók véleményét elfogadja. Tudományos publikációk esetében a bírálók nem csoportként járnak el, egymással nem érintkeznek, és nem is tudják, hogy ki áll egy adott értékelés mögött. Általában nincs olyan követelmény, hogy véleményegyezőség (konszenzus) jöjjön létre. Ezért ennek a testületnek a csoportdinamikája eltér a bírósági ülnökök (zsűri) döntéshozatalától (szavazattöbbség). A bírálók véleménykülönbségeivel jellemezhető esetekben is számos stratégia áll rendelkezésre a döntés meghozatalára.
A múltban a bírálók személye általában rejtve maradt a szerzők előtt, de ez a helyzet lassan megváltozik. Bizonyos tudományterületeken a lektori anonimitás opcionális, néha a köszönetnyilvánításban köszönik meg a megnevezett lektoroknak a tanulmány kijavítását, jobbítását.
Folyóirat vagy könyvkiadó esetében a szerkesztő feladata a lektorok megtalálása. A kézirat beérkezésekor a szerkesztő olyan tudósokat, kutatókat kér fel a bírálatra, akik vagy rendszeresen, vagy esetenként vállalnak ilyen munkát. A kuratóriumok, a támogatások és ösztöndíjak osztogatói, bizottságokat vagy zsűriket bíznak meg még a pályázatok beérkezése előtt.
A bírálókat vagy lektorokat nem szokták a szerző kollégái, rokonai vagy barátai közül meghívni. (Magyarországon az ország méreténél fogva és a "kevés a fóka" helyzet miatt ez aligha teljesíthető.) Illik a szerkesztővel közölni, hogy összeférhetetlenség áll fenn a szerző és a bíráló kapcsolata miatt.
A szerkesztők a szerzőket is megkérik, hogy ők javasoljanak lektorokat, mivel a tudományos életben rendkívüli mértékű a szakosodás, képtelenség vele szerkesztőként lépést tartani.

## Lektorok toborzása
Lektorok toborzása a politika művészete kategóriába tartozik, mert a lektoroknak nem jár fizetség, jóllehet időigényes a munka. Probléma az is, hogy eleve kevesen vannak, akik megfelelően értenek egy szakterülethez, illetve akik maguk is publikálnak arról a témáról, esetleg nem lesznek pártatlanok. A névtelenség sem segíti a helyzetet, mert a tudományos körökben a hírnév és az érdem fontos dolog, így neves kiadónál végzett lektorálást, illetve kontrollszerkesztést tisztelet övezi. A névtelen dolgokat pedig általában lebecsülik, leszólják.